# Abingdon boys school (アルバム)
『abingdon boys school』（アビングドンボーイズスクール）は、abingdon boys school1作目のアルバム。2007年10月17日に発売。発売元はエピックレコードジャパン。

## 解説
- 当初発売日は2007年10月10日と発表されたが、事情により1週延期され10月17日。
- メンバー岸利至の誕生日は10月17日で、発売日と同一。
- 本作は、「初回生産限定盤」「通常初回盤」「通常盤」3つの販売形態があり、前者2つと通常盤との違いを列記する。
  1. 「初回生産限定盤」仕様は、シングル表題3曲ミュージック・ビデオに「Nephilim -FolksSoul PV ver.-」収録DVD、三方背BOX仕様、ジャケ違いブックレット、a賞・b賞・s賞何れか当たるプレゼント企画応募はがき封入。
  2. 「通常初回盤」仕様は、オリジナルフォトブック封入。
  3. 「初回生産限定盤」「通常初回盤」共通特典として、公式ウェブサイトにて2007年10月31日まで壁紙・スクリーンセーバーがダウンロードできるパスワード入りチラシを期間限定で封入。

## 収録曲
作詞：西川貴教（特記以外）　編曲：abingdon boys school
1. As One
  - 作曲：柴崎浩
2. HOWLING -INCH UP-
  - 作曲：柴崎浩

2ndシングルのアルバム・バージョン。
至る所にエフェクトが掛かっていたり、バックの音が大きくなったりしている。
3. Via Dolorosa
  - 作曲：岸利至
4. INNOCENT SORROW
  - 作曲：柴崎浩

1stシングル。
アウトロに、シングルでは掲載されなかった部分の歌詞が掲載。
5. DOWN TO YOU
  - 作曲：柴崎浩
6. アテナ
  - 作曲：岸利至
7. stay away
  - 作曲：柴崎浩

abingdon boys schoolとして初めて公式に発表された曲。
2005年『LOVE for NANA～Only 1 Tribute～』にて初出。
8. Nephilim
  - 作曲：岸利至

3rdシングル。
9. LOST REASON -feat. MICRO from HOME MADE 家族-
  - 作詞：西川貴教、MICRO　作曲：柴崎浩

3rdシングル「Nephilim」カップリング曲アルバム・バージョン。
MICROがフィーチャリング参加。HOME MADE 家族のアルバム『FAMILY TREE ～Side Works Collection Vol.1～』にも収録。
10. DESIRE
  - 作曲：岸利至

ドラムは平井直樹（BOOM BOOM SATELLITESサポート）、
ベースは根岸孝旨（JUNK FUNK PUNK）が参加。
11. ドレス
  - 作詞：櫻井敦司　作曲：星野英彦
  - BUCK-TICKの「ドレス」のカバー。
  - 2005年、彼らのトリビュート・アルバム『PARADE〜RESPECTIVE TRACKS OF BUCK-TICK〜』にて初出。
  - 2010年のツアー最終公演ではBUCK-TICKのボーカル、櫻井敦司と共演。
12. ReBirth + ReVerse
  - 作曲：岸利至

Instrumental。

### DVD（初回生産限定盤のみ）
1. INNOCENT SORROW
2. HOWLING
3. Nephilim
4. Nephilim -FolksSoul PV ver.-

## 参加ミュージシャン
- 長谷川浩二：ドラム（#1-9,11）
- 平井直樹：ドラム（#10）
- IKUO：ベース（#1-9,11）
- 根岸孝旨：ベース（#10）
- MICRO：MC（#9）
- Lynne Hobday：Female Voice（#2,5）